# Do I Do
Do I Do est une chanson de 1982, composée, arrangée, produite et interprétée par Stevie Wonder. C'est l'un des quatre titres inédits édités sur son album Stevie Wonder's Original Musiquarium I et le second single extrait de cet album. Stevie Wonder y invite Dizzy Gillepsie pour un solo de trompette.
Entré dans plusieurs top 10 nationaux, il permet à Stevie Wonder d'obtenir trois nominations lors de la 25e cérémonie des Grammy Awards.

## Version de Stevie Wonder
La version issue de l'album dure plus de dix minutes.
Nathan Watts, bassiste du morceau raconte : "Je me considère très chanceux. J’avais 28 ans et jouais avec Stevie Wonder, un génie de la musique. Il ne met aucune restriction à mon égard et fait de la chanson presque un long métrage sur la basse ! J’étais surpris de la liberté qu’il m’avait laissée, mais il sautait bruyamment en l’écoutant."
Stevie Wonder explique : "Avec ce type de tempo, et avec le batteur qui reste simple, la basse peut jouer un rôle important, et musicalement, la chanson a bénéficié de la liberté d’expression appliquée par Nathan. Tout ce que les autres joueurs ont joué a semblé s’appuyer sur la basse. Nous avons dit : Laissons la basse faire son travail, laissons Nathan être génial."
Pour Eric Henderson de Slant, ce titre de Wonder est "certainement parmi les airs les plus joyeux jamais écrits".
En 2020, Barack Obama sélectionne ce titre dans sa playlist estivale.

### Musiciens
- Stevie Wonder : voix et tous les autres instruments[2]
- Dizzie Gillepsie : trompette (version album et clip)
- Isaiah Sanders : Fender Rhodes
- Ben Bridges, Rick Zunigar : guitare
- Nathan Watts : basse
- Earl DeRouen : percussions
- Dennis Davis : batterie
- Alexandra Brown Evans, Melody McCully, Shirley Brewer et Windy Barnes : chœurs[7]

## Classement et distinctions
Le titre sort chez Tamla Records sous la référence 1612TF.
| Classement (1982–83)                          | Meilleure position |
| --------------------------------------------- | ------------------ |
| Irlande(IRMA)                                 | 8                  |
| Royaume-Uni (Official Singles Chart)          | 10                 |
| Pays-Bas (Top 40)                             | 22                 |
| Pays-Bas (Dutch Chart)                        | 25                 |
| Belgique (Ultratop 50 Singles néerlandophone) | 32                 |
| Norvège                                       | 8                  |
| Nouvelle-Zélande                              | 9                  |
| États-Unis (Billboard Hot 100)                | 13                 |
| États-Unis (Billboard Hot Dance Club)         | 1                  |
| États-Unis (Billboard Hot R&B)                | 2                  |
| États-Unis (Billboard Adult Contemporary)     | 25                 |

| Classement annuel (1982)        | Meilleure position |
| ------------------------------- | ------------------ |
| États-Unis (Billboard Year-end) | 95                 |

Lors de la 25e cérémonie des Grammy Awards, Stevie Wonder est nommé à trois reprises dans les catégories Meilleure performance vocale R&B masculine, Meilleure chanson de R&B et Meilleur Arrangement pour Instruments et Voix (en).

## Reprises et sampling
Parmi les reprises de Do I Do, on peut citer :
- The Four Freshmen sur l'album Fresh! en 1986,
- Gerald Veasley (instrumental) sur On the Fast Track en 2001,
- Mark Whitfield (instrumental) sur Songs of Wonder en 2009,
- Peter White (instrumental) sur Groovin' en 2016.

Sampling :
- En 2001, Ja Rule sample le morceau dans son titre Livin' It up sur l'album Pain Is Love[19].

## Dans les médias
Informations issues de IMDB sauf mention contraire.
- En 1985, dans la série Fame (saison 4, épisode 14)